# Daying
Daying (en chino, 大英; pinyin, Dàyīng) es un condado  bajo la administración directa de la Prefectura Suining en la Provincia de Sichuan, República Popular China.  Su área es de km² y su población total para 2010 superó los mil habitantes. 
Daying es reconocida por el "Mar Muerto" de China (中国死海), un complejo turístico que ofrece aguas termales ricas en minerales y una experiencia similar a la del Mar Muerto, lo que lo convierte en un destino popular para el turismo.

## Administración
Desde julio de 2023, el  Condado Daying se divide en 10 pueblos que se administran en 1 subdistrito y 9  poblados.

## Toponimia
El 28 de diciembre de 1997, se separó el Condado Pengxi (蓬溪县) para establecer el Condado  Daying (大英县). El nombre Daying proviene de los Pozos de Sal Zhuotong (卓筒井) del antiguo mercado de Daying (大英场), que son famosos por su antigua técnica de extracción de sal.